# Vladimir Livșiț
Vladimir Livsit (n. 24 martie 1984, Republica Moldova)  este un fotbalist moldovean liber de contract. Evoluează pe postul de portar. A jucat în Liga I, la echipa Pandurii Târgu Jiu.